# 아시아 태권도 선수권 대회
아시아 태권도 선수권 대회(영어: Asian Taekwondo Championships)는 아시아 태권도 연맹이 주최하는 태권도 아시아권 국제 대회이다. 1974년에 처음으로 개최되었고, 1986년 대회부터 여자부가 신설되었다.

## 역대 대회
| 횟수 | 연도 | 개최국         | 개최 도시    | 날짜             | 남자 우승 | 여자 우승      |
| ---- | ---- | -------------- | ------------ | ---------------- | --------- | -------------- |
| 1    | 1974 | 대한민국       | 서울         | 10월 18일~20일   | 대한민국  |                |
| 2    | 1976 | 오스트레일리아 | 멜버른       | 10월 16일~17일   | 대한민국  |                |
| 3    | 1978 | 홍콩           | 홍콩         | 9월 8일~10일     | 대한민국  |                |
| 4    | 1980 | 중화민국       | 타이베이     | 11월 14일~16일   | 대한민국  |                |
| 5    | 1982 | 싱가포르       | 싱가포르     | 12월 9일~11일    | 대한민국  |                |
| 6    | 1984 | 필리핀         | 마닐라       | 11월 9일~11일    | 대한민국  |                |
| 7    | 1986 | 오스트레일리아 | 다윈         | 4월 18~20일      | 대한민국  | 중화 타이베이  |
| 8    | 1988 | 네팔           | 카트만두     | 3월 23일~25일    | 대한민국  | 대한민국       |
| 9    | 1990 | 중화민국       | 타이베이     | 6월 2일~4일      | 대한민국  | 중화 타이베이  |
| 10   | 1992 | 말레이시아     | 쿠알라룸푸르 | 1월 31일~2월 2일 | 대한민국  | 대한민국       |
| 11   | 1994 | 필리핀         | 마닐라       | 1월 28일~30일    | 대한민국  | 대한민국       |
| 12   | 1996 | 오스트레일리아 | 멜버른       | 6월 14일~16일    | 대한민국  | 대한민국       |
| 13   | 1998 | 베트남         | 호찌민       | 5월 15일~17일    | 대한민국  | 대한민국       |
| 14   | 2000 | 홍콩           | 홍콩         | 5월 13일~16일    | 대한민국  | 대한민국       |
| 15   | 2002 | 요르단         | 암만         | 4월 26일~28일    | 대한민국  | 대한민국       |
| 16   | 2004 | 대한민국       | 성남         | 5월 20일~23일    | 대한민국  | 대한민국       |
| 17   | 2006 | 태국           | 방콕         | 4월 21일~23일    | 대한민국  | 대한민국       |
| 18   | 2008 | 중화인민공화국 | 뤄양         | 4월 26일~28일    | 이란      | 중화인민공화국 |
| 19   | 2010 | 카자흐스탄     | 아스타나     | 5월 21일~23일    | 이란      | 대한민국       |
| 20   | 2012 | 베트남         | 호찌민       | 5월 9일~11일     | 대한민국  | 중화 타이베이  |
| 21   | 2014 | 우즈베키스탄   | 타슈켄트     | 5월 26일~28일    | 이란      | 대한민국       |
| 22   | 2016 | 필리핀         | 파사이       | 4월 18일~20일    | 이란      | 대한민국       |
| 23   | 2018 | 베트남         | 호찌민       | 5월 16일~28일    | 대한민국  | 중화인민공화국 |
| 24   | 2021 | 레바논         | 베이루트     | 6월 16일~18일    | 대한민국  | 대한민국       |
| 25   | 2022 | 대한민국       | 춘천         | 6월 21일~27일    |           |                |